# Ángel Francisco Pardo
Ángel Francisco Pardo (Santo Tomé, 17 de septiembre de 1942-Corrientes, 22 de mayo de 2012) fue un abogado y político argentino del Partido Justicialista, que se desempeñó como senador nacional por la provincia de Corrientes entre 1995 y 2001, siendo elegido por la banca de la minoría, y nuevamente entre 2001 y 2003. Fue también diputado provincial (1987-1993) y senador provincial (1993-1995).

## Biografía
Nació en Santo Tomé (Corrientes) en 1942. Egresó del colegio secundario como maestro normal nacional y más tarde de abogado en la Facultad de Derecho y Ciencias Sociales y Políticas de la Universidad Nacional del Nordeste, especializándose en derecho constitucional y derecho penal.
Ejerció su actividad profesional en Paso de los Libres (Corrientes). Allí fue apoderado aduanero, fiscal del Crimen del Juzgado Penal (1970-1972), asesor de la Municipalidad local entre 1973 y 1976 y asesor de la Fiscalía de Estado de Corrientes. También ejerció como asesor en los municipios correntinos de Yapeyú, La Cruz y Alvear e integró la Comisión de Gasoducto Mesopotámico entre Argentina y Brasil.
En el ámbito partidario, se afilió al Partido Justicialista (PJ). Fue presidente del PJ del departamento Paso de los Libres entre 1986 y 1997 y del consejo provincial del partido entre 1993 y 2001. Fue también congresal provincial y congresal nacional y representante de la provincia de Corrientes en el Consejo Nacional del Partido Justicialista.
En las elecciones provinciales de 1987 fue elegido a la Cámara de Diputados de la Provincia de Corrientes, siendo reelegido en 1991. Allí fue presidente del bloque de diputados justicialistas. En las elecciones presidenciales de 1989 fue elector nacional de presidente y vicepresidente por el Partido Justicialista. En 1993 fue elegido constituyente para la reforma de la Constitución de la provincia de Corrientes, presidiendo allí el bloque de constituyentes del PJ. En las elecciones provinciales de 1993, fue elegido a la Cámara de Senadores de la Provincia de Corrientes, con mandato hasta 1999.
En 1994 fue elegido convencional constituyente para la reforma constitucional de ese año. Allí integró las comisiones de Núcleo de Coincidencias Básicas y de Integración y de Tratados Internacionales, siendo además secretario de Relaciones Institucionales del bloque justicialista.
En las elecciones al Senado de 1995, fue elegido senador nacional por la provincia de Corrientes, para la tercera banca de la minoría instaurada tras la reforma constitucional del año anterior. Su mandato finalizó en diciembre de 2001. Fue reelegido en las elecciones legislativas de 2001, con un mandato de dos años hasta 2003. Se desempeñó como secretario general del bloque justicialista. Fue vicepresidente de las comisiones de Asuntos Penales y Regímenes Carcelarios; de Juicio Político; y de Comunicaciones. Integró como vocal las comisiones de Agricultura y Ganadería; de Energía; de Libertad de Expresión; de Acuerdos; de Micro, Pequeña y Mediana Empresa; de Estudio del Régimen de Coparticipación Federal Impositiva; y del Fondo de Emergencia para Zonas de Desastre.
Falleció en la ciudad de Corrientes en mayo de 2012, a los 69 años, producto de una enfermedad cardíaca. Sus restos fueron velados en Paso de los Libres.